# 222
El año 222 (CCXXII) fue un año común comenzado en lunes del calendario juliano, en vigor en aquella fecha.
En el Imperio romano el año fue nombrado como el del consulado de Antonino y Severo o, menos comúnmente, como el 975 Ab urbe condita, siendo su denominación como 222 posterior, de la Edad Media, al establecerse el Anno Domini.

## Acontecimientos
- Heliogábalo había adoptado a su primo Alejandro Severo para que fuera su heredero, compartiendo con él el consulado de este año. Sin embargo, celoso por su popularidad, al tiempo que la Guardia Pretoriana desconfiaba de él por sus extravagancias, atentó contra su vida sin éxito. Heliogábalo privó a su primo de sus títulos, revocó el consulado e hizo circular la noticia de que Alejandro estaba próximo a la muerte. Se desencadenó un motín, y la guardia exigió ver a Heliogábalo y Alejandro; el 11 de marzo, los soldados aclamaron a Alejandro, mientras ignoraban a Heliogábalo, quien ordenó un arresto sumario y la ejecución de cualquiera que hubiese intervenido en esta revuelta. A modo de respuesta, los pretorianos asesinaron a Heliogábalo y a su madre.
- El 13 de marzo Alejandro Severo es proclamado nuevo emperador después de varias sucesiones inciertas, a la edad de trece años. Durante su minoría de edad, la regencia fue ejercida por su madre Julia Mamea. Alejandro mantuvo privilegios para los judíos y toleró el cristianismo.[1]
- El papa italiano Urbano I sucede a Calixto I.
- En China, Liu Bei ataca al imperio de Wu. Sus ejércitos se encuentran en Yiling donde el ejército de Wu resulta victorioso.

## Fallecimientos
- 11 de marzo: Heliogábalo, emperador romano, es asesinado.
- Gan Ning, general chino de Wu, muere al ser atravesado por una flecha lanzada por el oficial de Liu Bei, Sha Moke en la batalla de Yiling.
- Sha Moke, oficial de Liu Bei, muere a manos de Zhou Tai, general de Wu, en la batalla de Yiling.
- Babak II, rey de los Fars (Persia).
- Bardaisan, escritor y filósofo asirio (n. 154).